# Ivettea minuscula
Ivettea minuscula là một loài ruồi trong họ Asilidae. Ivettea minuscula được Artigas miêu tả năm 1970.